# Lake Tahoe (filme)
Lake Tahoe é um filme mexicano do gênero drama dirigido por Fernando Eimbcke e lançado em 2008. Ele estreou no Festival Internacional de Cinema de Berlim, na Alemanha, em 9 de Fevereiro de 2008 e ganhou o prêmio Alfred Bauer. No mesmo ano levou dois prêmios Ariel nas categorias melhor ator coadjuvante (Hector Herrera) e melhor diretor.
Entre outras premiações, em 2009 Lake Tahoe foi escolhido como melhor filme do Festival Internacional de Cinema de Cartagena.

## Enredo
O filme retrata o dia de um adolescente, Juan (Diego Cataño), que pega o carro da família e acaba batendo o veículo. Em busca de tentativas para reparar os danos no carro ele conhece Lucia, uma jovem apaixonada por rock'n'roll, e David, um ajudante de mecânico fã de artes marciais.  No desenvolvimento da história Juan demonstra a dor e sofrimento pela morte recente de seu pai. O título é derivado de um adesivo no para-choque do carro.

## Elenco
- Diego Cataño ... Juan
- Hector Herrera ... Don Heber
- Daniela Valentine ... Lucia
- Juan Carlos Lara II ... Davi
- Yemil Sefami ... Joaquin
- Olda López ... Mãe de Davi
- Mariana Elizondo ... Mãe de Juan